# Thomisus guangxicus
Espèce
Thomisus guangxicus est une espèce d'araignées aranéomorphes de la famille des Thomisidae.

## Distribution
Cette espèce est endémique du Guangxi en Chine,.

## Étymologie
Son nom d'espèce lui a été donné en référence au lieu de sa découverte, le Guangxi.

## Mimétisme coopératif
À la suite d'une découverte des chercheurs chinois Shi-Mao Wu et Jiang-Yun Gao dans la forêt tropicale humide de Xishuangbanna en Chine, il est établi que cette espèce d'araignée utilise l'espèce de plante Hoya pandurata en prenant l'apparence de ses fleurs a l'aide d'une combinaison d'individus mâles et femelles qui créent l'illusion d'une fleur de cette espèce, ceci afin de mieux se préserver de ses prédateurs, ainsi que pour améliorer sa capacité de capture de proies, typiquement des insectes.

## Publication originale
- Song & Zhu, 1995 : On new species of the family Thomisidae (Araneae) from China. Acta Arachnologica Sinica, vol. 4, p. 116-124.